# 1824 en France
Chronologie de la France
- 1820
- 1821
- 1822
- 1823
- 1824
- 1825
- 1826
- 1827
- 1828

Cette page concerne l'année 1824 du calendrier grégorien.

## Événements
- 22 janvier : Marc Seguin obtient l’autorisation de construire le premier pont suspendu en fil de fer sur le Rhône entre Tain et Tournon. L’ouvrage est terminé en août 1825[1].
- 9 février : convention diplomatique avec l'Espagne pour le séjour des troupes françaises en Espagne[2].

- 25 février et 6 mars : élection de la Chambre retrouvée[3] (ultras) de 1824 à 1827. Assuré que les nouvelles élections, dans l’euphorie de la victoire en Espagne, lui assureront une large majorité, le roi dissout la Chambre en décembre 1823. Les mesures de dégrèvement d’impôt des opposants, qui perdent ainsi le cens nécessaire, les instructions données aux fonctionnaires, invités par le ministre de la Guerre à prendre l’engagement écrit de voter pour le candidat officiel assurent un succès éclatant : seulement 15 opposants dans une Chambre de 430 députés, dont 264 fonctionnaires désignés au choix des électeurs par le roi. Pour consolider cette victoire, le gouvernement supprime le renouvellement annuel par cinquième. La loi du 9 juin introduite le renouvellement intégral de l’assemblée tous les sept ans[4].

- 23 mars : discours du roi à l'ouverture des Chambres[2]. La Chambre retrouvée propose d’abroger les « lois impies de la Révolution » et de « punir le sacrilège » comme premiers points d’un programme prévoyant une diminution du nombre de fonctionnaires et leur recrutement dans des milieux qui ne soient pas « dépourvus de fortune ». Le ministère propose une loi punissant de mort le vol avec effraction d’objets consacrés au culte de la religion de l’État[5].

- 3 juin : la chambre des Pairs rejette le projet de loi relatif à la conversion des rentes[2].
- 6 juin : Chateaubriand est révoqué et remplacé par Villèle qui devient ministre des Affaires étrangères par intérim[4].
- 9 juin : loi relative au renouvellement intégral et septennal de la Chambre des députés[4].
- 26 juin : premiers cours de « chimie appliquée aux arts et aux manufactures » par Frédéric Kuhlmann, dans une démarche précoce d'application des sciences à l'industrie, rue du Lombard, à Lille[6].
- 30 juin : une ordonnance royale crée une commission d'enquête pour recueillir des documents sur les dépenses de la guerre d'Espagne[7]. Le munitionnaire Ouvrard est placé en faillite, perd toute sa fortune, et est emprisonné à la Conciergerie pour corruption le 25 avril 1825[8].

- 4 août : remaniement ministériel[2].
- 15 août : ordonnance royale qui rétablit la censure des journaux[2].

- 25 août :

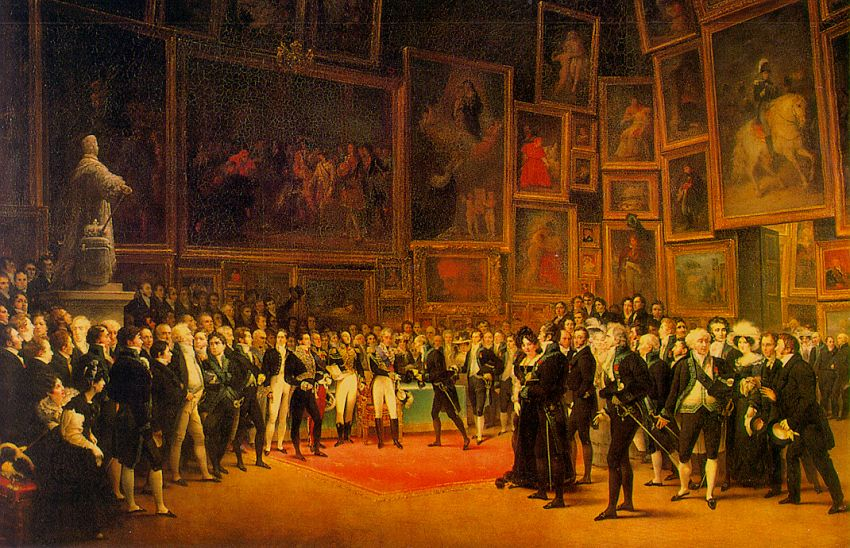
Le Salon de 1824, François-Joseph Heim.

  - ouverture du Salon de peinture et de sculpture au Louvre. Scènes des massacres de Scio, de Delacroix, fait scandale[9].
  - inauguration du pont de Libourne sur la Dordogne après quatre ans de travaux (Decazes)[10].
- 26 août : création du ministère des Affaires ecclésiastiques et de l’Instruction publique dirigé par Frayssinous[2] (26 août 1824-4 janvier 1828). Il fait adopter plusieurs mesures réactionnaires : fermeture de l’École normale supérieure et des cours des écoles de médecine, transfert aux évêques du contrôle universitaire sur les écoles primaires, etc.

- 16 septembre : mort du roi Louis XVIII ; début du règne de Charles X de France (fin en 1830)[2].
- 26 septembre : abolition de l'ordonnance du 15 août sur la censure des journaux[2].
- 25 octobre : funérailles de Louis XVIII à Saint-Denis[2].
- 23 novembre : Antoine Léger est condamné par la cour d'assises de Versailles pour le viol et le meurtre d'Aimée Constance Debully, âgée de 12 ans et demi, et d'avoir commis des actes d'anthropophagie sur le corps de la jeune fille ; il est exécuté le 1er décembre[11].
- 1er décembre :
  - mise à la retraite, la veille du jour anniversaire d’Austerlitz, des officiers généraux ayant le maximum d’ancienneté dans leur grade, presque tous d’anciens soldats de l’Empire[12]. Cette maladresse soulève des remous dans les milieux militaires. Le général Foy proclame à l'assemblée : « C'est un coup de canon échappé de Waterloo »[13].
  - ordonnance royale établissant l'École forestière de Nancy[14].
- 22 décembre : ouverture de la session parlementaire[2].